# 19e étape du Tour d'Espagne 2016
La 19e étape du Tour d'Espagne 2016 s'est déroulée le vendredi 9 septembre 2016, entre Xàbia et Calp.

## Résultats

### Classement de l'étape
| \| Classement de l'étape \| Classement de l'étape \| Classement de l'étape \| Classement de l'étape \| Classement de l'étape \| \| Coureur \| Coureur \| Pays \| Équipe \| Temps \| \| --------------------- \| --------------------- \| --------------------- \| --------------------- \| --------------------- \| \| 1er \| Christopher Froome \| Royaume-Uni \| Team Sky \| 46 min 33 s \| \| 2e \| Jonathan Castroviejo \| Espagne \| Movistar Team \| + 44 s \| \| 3e \| Tobias Ludvigsson \| Suède \| Giant-Alpecin \| + 1 min 24 s \| \| 4e \| Yves Lampaert \| Belgique \| Etixx-Quick Step \| + 1 min 26 s \| \| 5e \| Victor Campenaerts \| Belgique \| LottoNL-Jumbo \| + 1 min 47 s \| |                      |             |                  |              |
| |                      |             |                  |              |
| Source : ProCyclingStats |                      |             |                  |              |
| Classement de l'étape |                      |             |                  |              |
| Coureur | Coureur              | Pays        | Équipe           | Temps        |
| 1er | Christopher Froome   | Royaume-Uni | Team Sky         | 46 min 33 s  |
| 2e | Jonathan Castroviejo | Espagne     | Movistar Team    | + 44 s       |
| 3e | Tobias Ludvigsson    | Suède       | Giant-Alpecin    | + 1 min 24 s |
| 4e | Yves Lampaert        | Belgique    | Etixx-Quick Step | + 1 min 26 s |
| 5e | Victor Campenaerts   | Belgique    | LottoNL-Jumbo    | + 1 min 47 s |

### Classement général
| \| Classement général \| Classement général \| Classement général \| Classement général \| Classement général \| \| Coureur \| Coureur \| Pays \| Équipe \| Temps \| \| ------------------ \| ------------------ \| ------------------ \| ------------------ \| ------------------ \| \| 1er \| Nairo Quintana \| Colombie \| Movistar Team \| 75 h 18 min 52 s \| \| 2e \| Christopher Froome \| Royaume-Uni \| Team Sky \| + 1 min 21 s \| \| 3e \| Alberto Contador \| Espagne \| Tinkoff \| + 3 min 43 s \| |                    |             |               |                  |
| |                    |             |               |                  |
| Source : ProCyclingStats |                    |             |               |                  |
| Classement général |                    |             |               |                  |
| Coureur | Coureur            | Pays        | Équipe        | Temps            |
| 1er | Nairo Quintana     | Colombie    | Movistar Team | 75 h 18 min 52 s |
| 2e | Christopher Froome | Royaume-Uni | Team Sky      | + 1 min 21 s     |
| 3e | Alberto Contador   | Espagne     | Tinkoff       | + 3 min 43 s     |